# 장민 (축구 선수)
장마(1999년 1월 29일 ~ )는 대한민국의 축구 선수로, 포지션은 수비형미드필더이다.